# Здание Челябинского реального училища
Здание Челябинского реального училища — здание, построенное в 1904—1907 гг. для реального училища Челябинска. Ныне в нём находится Южно-Уральский государственный аграрный университет.

## История

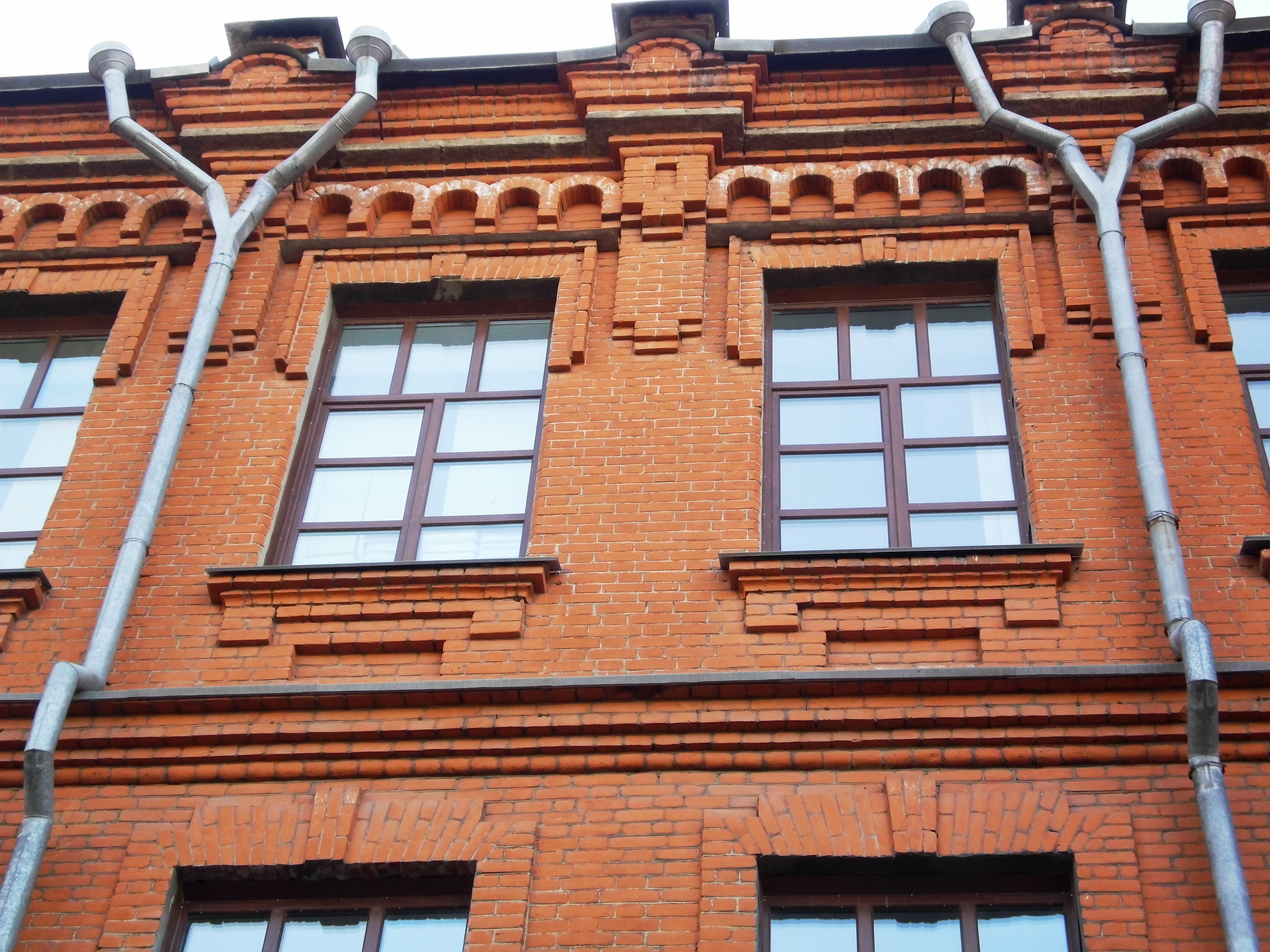
Элементы декора здания реального училища

Реальные училища в дореволюционной России давали естественно-научное образование и право поступления в технические или медицинские вузы. В 1839 году появились реальные классы для «временного преподавания технических наук». К 1913 году в России насчитывалось 276 реальных училищ.
Реальное училище в городе Челябинске Оренбургской губернии было открыто в октябре 1902 года в общественном доме по ул. Ивановской (ныне ул. Труда. Дом с адресом ул. Труда, 94 снесен в 1985 году).
Для строительства здания реального училища был выделен участок далеко от центра, на юго-западной окраине города по ул. Садовой (сейчас ул. Красная). В 1906—1908 годах в этом районе появился городской сад.
Здание 3-го реального училища Санкт-Петербурга (сейчас гимназия N 155) было построено в 1885—1887 годах по проекту архитектора А. Ф. Красовского. Уфимский архитектор Владимир Николаевич Чаплиц (с 1899 г. инженер-строитель и архитектор по сооружению и проектированию учебных зданий Оренбургского учебного округа) создал для Челябинская собственный проект, взяв за основу работу Красовского.
Строительство нового здания велось в 1904—1905 гг, подрядчиком был городской голова врач Александр Францевич Бейвель (с его семьей дружил фотограф К.Теплоухов, запечатлевший Челябинск и челябинцев в нач. XX в.). Здание обошлось в 102475 рублей 45 копеек. Однако после ввода в эксплуатацию в октябре 1905 года обнаружились некоторые неудобства и третий этаж пришлось переделывать до 1907 г.
Трёхэтажное здание прямоугольной формы построено из красного кирпича в стиле эклектики и модерн начала XX века, на цоколе — из серого гранита. Главный восточный фасад украшен выступающими частями- тремя ризалитами небольшого выноса, завершающимися декоративной стенкой, возведённой над венчающим сооружение карнизом (аттиками). В центральном выступе расположен парадный вход, над которым — балкон с коваными решетками. Окна ризалитов на 1-м этаже — лучковые, на 3-м этаже центрального ризалита — полуциркульные. Стены декорированы выпусками кирпичной кладки, 1-й этаж — рустован для создания впечатления прочности, под карнизом — фриз в виде аркатурного ряда. В вестибюль с парадной лестницей с коваными решетками можно попасть через главный вход. Внешний переплёт окон отодвинут от внутреннего на 24 см, что помогает поддерживать тепло. В подвале здания была устроена всего одна печь, тепло подавалось по каналам в стене во все помещения.

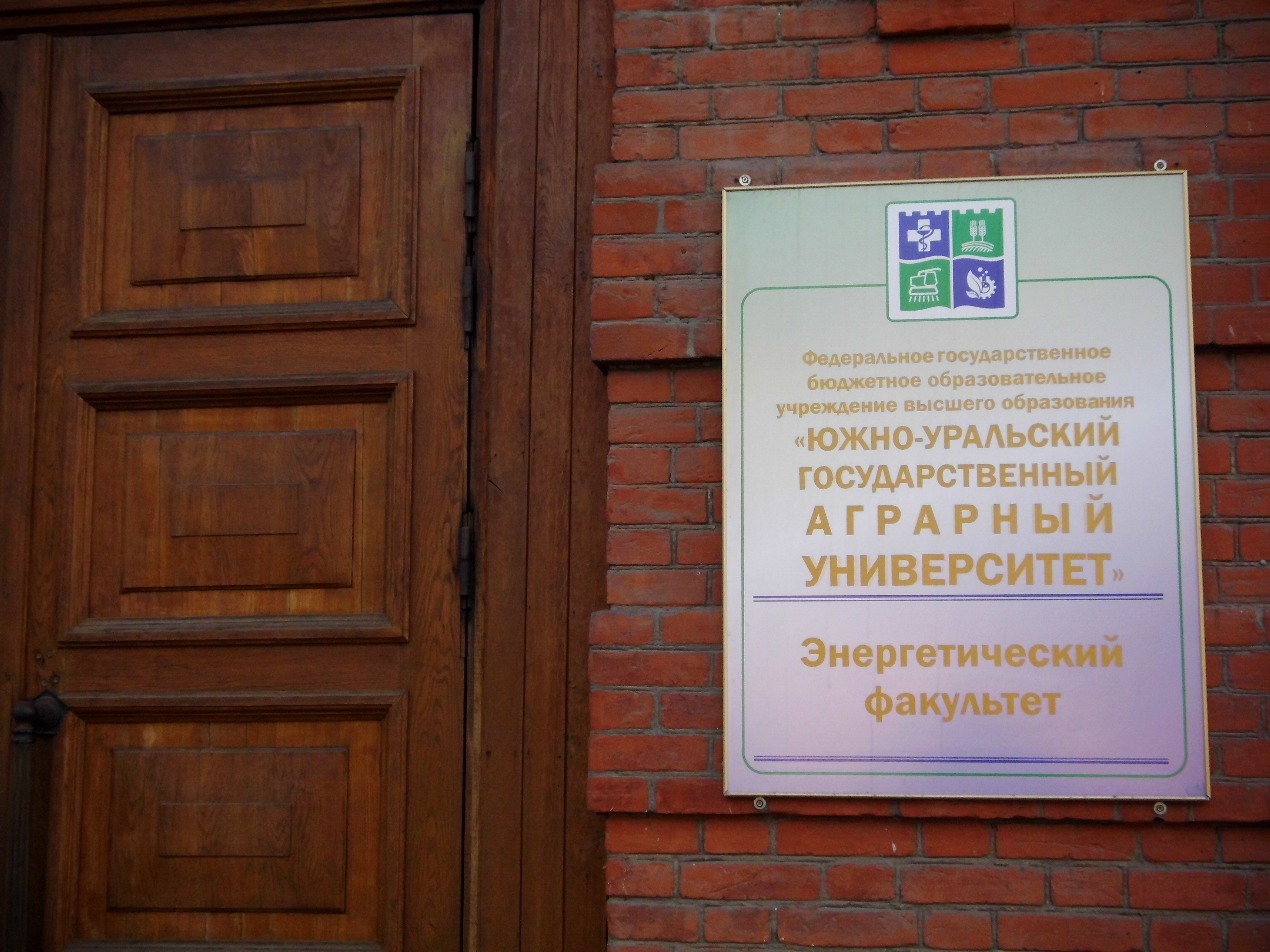
Вывеска ЮУрГАУ

За прошедшие годы здание немного изменилось — над боковым входом нет козырька с коваными кронштейнами, исчезла одна из башенок над крышей.
На третьем этаже находилась Алексеевская церковь (в честь цесаревича Алексея Николаевича), она была освящена 30 марта 1908 года.
Двор также был очень большим.
В революционном 1917 году училище продолжало работать.
В конце мая 1918 года в результате выступления чехословацкого корпуса советская власть в Челябинске была ликвидирована. В июне власть перешла к «военному совету при начальнике гарнизона». В городе разместились тысячи солдат и офицеров сибирской «народной» армии и создаваемых иностранных формирований, которые заняли многие здания в городе, в том числе здание реального училища. Оно использовалось временами как госпиталь.
В июле 1919 года части Красной Армии вошли в Челябинск, в августе был создан Сибревком, в сентябре была образована Челябинская губерния, подчиненная ревкому. В этот период здание реального училища использовалось как госпиталь.
В 1919—1923 годах в здании работала единая трудовая школа 2-й ступени.
В 1923 году педагогический техникум перевели в здание бывшего реального училища, кроме того здесь находилась и торговая школа.
В мае 1930 года в Челябинске был создан первый ВУЗ, Уральский институт индустриального земледелия (Уральский институт механизации и электрификации сельского хозяйства). В 1930 г. он находился на ул. Цвиллинга, а в 1931 году -в задании бывшего реального училища (два этажа на ул. Красная,24- ныне 38). В институте был только факультет механизации, но при нём были открыты многочисленные курсы по подготовке механиков, трактористов, комбайнеров и тд.
17 января 1934 года огромная Уральская была разделена три области, Свердловскую, Обь-Иртышскую и Челябинскую. В Челябинске началось создание новых партийных и местных органов власти. В здании бывшего реального училища разместили и комвуз.
Уральский институт механизации и электрификации сельского хозяйства был переименован в Челябинский институт механизации сельского хозяйства (ЧИМСХ). В марте 1934 года челябинский обком ВКП(б) издал постановление об освобождении здания от всех прочих учебных заведений, но в тех условиях реализовать это решение не удалось.
В 1934 году был открыт Челябинский педагогический институт. В октябре директору ЧИМСХ было предписано предоставить пединституту весь третий этаж здания. Однако, 7 выделенных аудиторий не хватало даже при занятиях в три смены.
В годы Великой Отечественной войны зданиях бывшего реального училища (цех 3), пединститута и нескольких домах на ул. Спартака (цех 2) разместили патронный завод N 541, образованный на базе эвакуированного из Тулы патронного завода N 541, патронного завода N 60 (Луганск, в то время Ворошиловград) и других предприятий.
Завод находился в ведении наркомата вооружений (НКВ). Он выпускал патроны для винтовок СВТ, автоматные ленты. В здании бывшего реального училища станки размещались даже в подвале. С сентября 1945 года он был закрыт.
ЧИМСХ вернулся в здание реального училища, с 1946 года он стал называться Челябинский институт механизации и электрификации сельского хозяйства (с 1991 года- Челябинский государственный агроинжерный университет, с 2009 года — Челябинская государственная агроинженерная академия (ЧГАА). Ныне в здании реального училища располагается Южно-Уральский государственный аграрный университет (энергетический факультет).
Здание является памятником регионального значения.